# Jurnalul unei cameriste (film din 1964)
Jurnalul unei cameriste (în franceză Le journal d'une femme de chambre, în italiană Il diario di una cameriera) este un film polițist franco-italian din 1964. Este unul dintre numeroasele filme franceze realizate de regizorul de origine spaniolă Luis Buñuel. Deși extrem de satiric și reflectând sentimentele sale tipice antiburgheze, el este unul din filmele mai realiste ale lui Buñuel, evitând în general imaginile suprarealiste ciudate și răsturnările de situații găsite în multe dintre creațiile sale.
Jeanne Moreau interpretează rolul unei cameriste a cărei atractivitate este evidentă atât pentru proprietari, cât și pentru servitori – feminitatea ei îi farmecă pe unii, iar în același timp scoate la iveală invidia (sau admirația) altor persoane din clădire și chiar a vecinilor din apropiere. Situația dificilă a servitoarei, în această perspectivă, o evidențiază ca un personaj cu o oarecare autonomie și cu un comportament care derivă din contextul narativ - care este un cadru social marcat de corupție, violență, obsesie sexuală și perversitate. Abia coborâtă din trenul care a adus-o de la Paris, camerista urcă într-o șaretă care o așteaptă de la castel, vizitiul uitându-se cu dorință la ea încă de la început și remarcându-i pantofii.
Aceasta a fost prima colaborare scenaristică între Buñuel și Jean-Claude Carrière, care avea să producă mai târziu binecunoscutele filme Frumoasa zilei (1967), Farmecul discret al burgheziei (1972) și Acest obiect obscur al dorinței (1977). Cei doi au reelaborat pe larg acțiunea romanului omonim din 1900 al lui Octave Mirbeau, care a avut parte de un tratament mai literal în cea de-a doua adaptare cinematografică, realizată în 1946 la Hollywood, în regia lui Jean Renoir. Romanul a fost ecranizat pentru a patra oară de Benoît Jacquot⁠(d) în 2015.

## Distribuție
- Jeanne Moreau — Célestine
- Georges Géret⁠(d) — Joseph
- Daniel Ivernel⁠(d) — căpitanul Mauger
- Françoise Lugagne⁠(d) — dna Monteil
- Muni — Marianne
- Jean Ozenne — dl Rabour
- Michel Piccoli — dl Monteil
- Marc Eyraud⁠(d) — secretarul comisarului
- Gilberte Géniat⁠(d) — Rose
- Bernard Musson⁠(d) — sacristanul
- Dominique Sauvage — Claire
- Jean-Claude Carrière — preotul
- Claude Jaeger⁠(d) — judecătorul
- Françoise Bertin⁠(d)

## Producție și lansare
- Filmul a fost destinat inițial actriței mexicane Silvia Pinal (starul filmului Viridiana, 1961). Pinal a învățat limba franceză și a fost dispusă să joace în film fără a fi plătită. Cu toate acestea, producătorii francezi au decis să o aleagă pe Jeanne Moreau ca interpretă a rolului principal.[7]
- Filmările la Jurnalul unei cameriste au început pe 21 octombrie 1963.[8]
- La sfârșitul filmului, militanții de dreapta care mărșăluiesc strigă „Vive Chiappe”, o referire la șeful poliției din Paris care a oprit difuzarea filmului L'Âge d'Or (1930) al regizorului Buñuel, după ce cinematograful în care era prezentat a fost distrus de către fasciști.[9]
- În 1964 filmul a fost prezentat la Festivalul de Film de la Veneția și la Festivalul de Film de la New York.[8]
- Filmul a fost lansat pentru prima dată pe home video în SUA pe 22 martie 1989.[8]
- Filmul a fost relansat la Film Forum din New York pe 13 octombrie 2000, într-o imprimare nouă pe peliculă de 35 mm.[8]